# Rumex usambarensis
Rumex usambarensis är en slideväxtart som först beskrevs av Adolf Engler och Carl Lebrecht Udo Dammer, och fick sitt nu gällande namn av Carl Lebrecht Udo Dammer. Rumex usambarensis ingår i släktet skräppor, och familjen slideväxter. Inga underarter finns listade i Catalogue of Life.